# 普列布拉熱尼夫卡
48°39′6″N 36°20′51″E / 48.65167°N 36.34750°E
普雷奧布拉熱尼夫卡（烏克蘭語：Преображенівка）是位於烏克蘭東部的村莊，由哈爾科夫州洛佐瓦區的布利茲紐基市鎮負責管轄。該村始建於1898年，面積0.55平方公里，海拔高度99米，2001年人口97，人口密度每平方公里176.4人。